# Plaza Álvarez
La plaza Álvarez es la principal plaza del puerto de Acapulco, Guerrero, México, localizada en el centro de la ciudad, frente a la Avenida Costera Miguel Alemán, su principal arteria vehicular. Es conocida también como el Zócalo de Acapulco o Zócalo porteño.

## Descripción

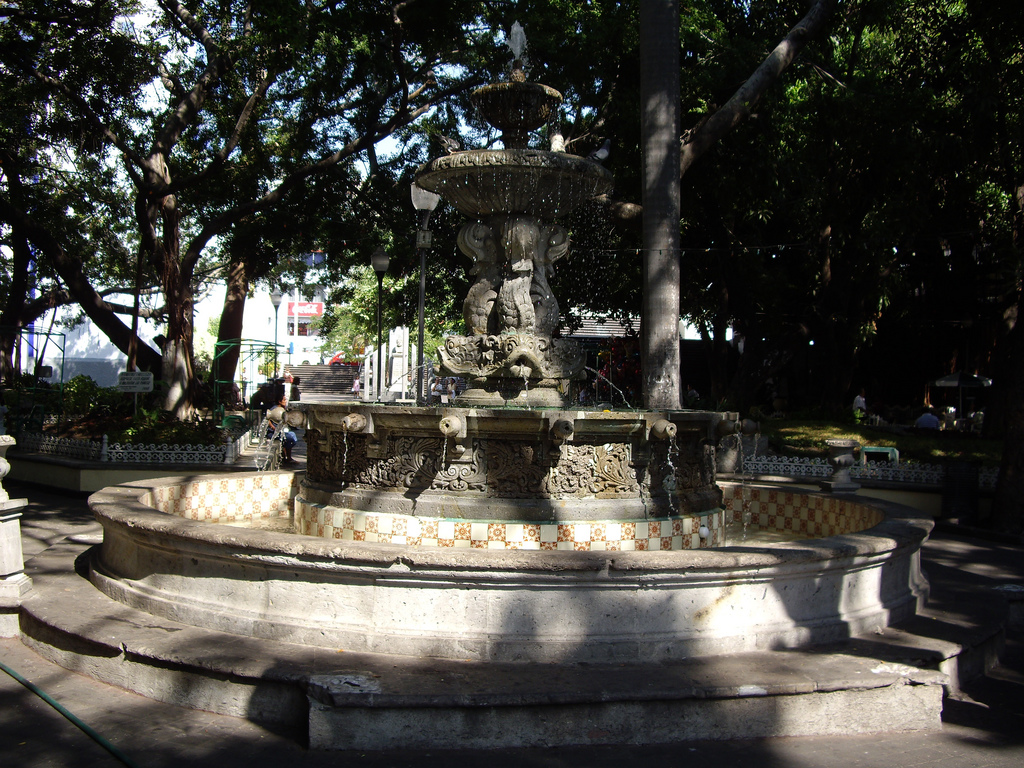
Fuente de la Plaza Álvarez en Acapulco.

Lleva el apellido de Álvarez en honor a Juan Álvarez Hurtado, uno de los comandantes de la Revolución de Ayutla en 1854 y un año después, presidente de México. La plaza no tiene acceso y circulación vehicular en su perímetro, es delimitada hacia el norte por la catedral de Nuestra Señora de la Soledad (nor-poniente) y dos accesos, uno de la avenida de La Quebrada (nor-poniente) y otro del H. Ayuntamiento de Acapulco, hacia el sur por accesos de las calles Benito Juárez y La Paz y parte de la Avenida Costera Miguel Alemán (Malecón), hacia el oriente por la calle Jesús Carranza y la avenida Costera y hacia el poniente, por un acceso de la calle Miguel Hidalgo y parte de la catedral. Posee un kiosco con vista a la avenida costera, cinco fuentes de estilo colonial, una de ellas en el centro de la plaza y en la parte más septentrional de la plaza, un monumento a Juan Álvarez (junto a la catedral). o.

## Historia

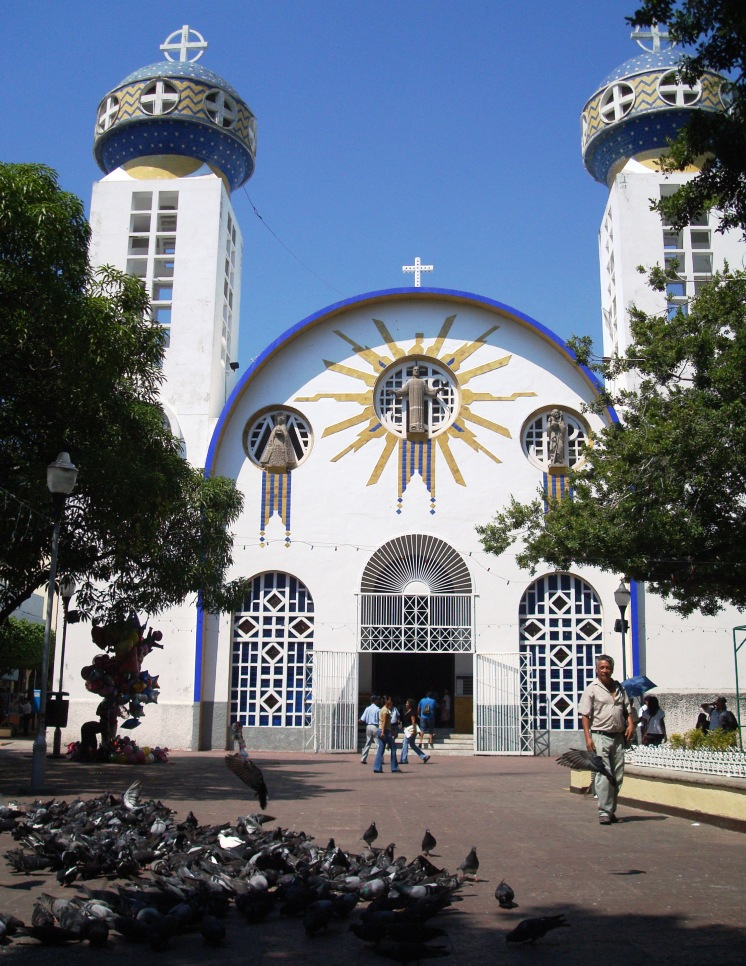
Catedral de Nuestra Señora de la Soledad, frente a la Plaza Álvarez.

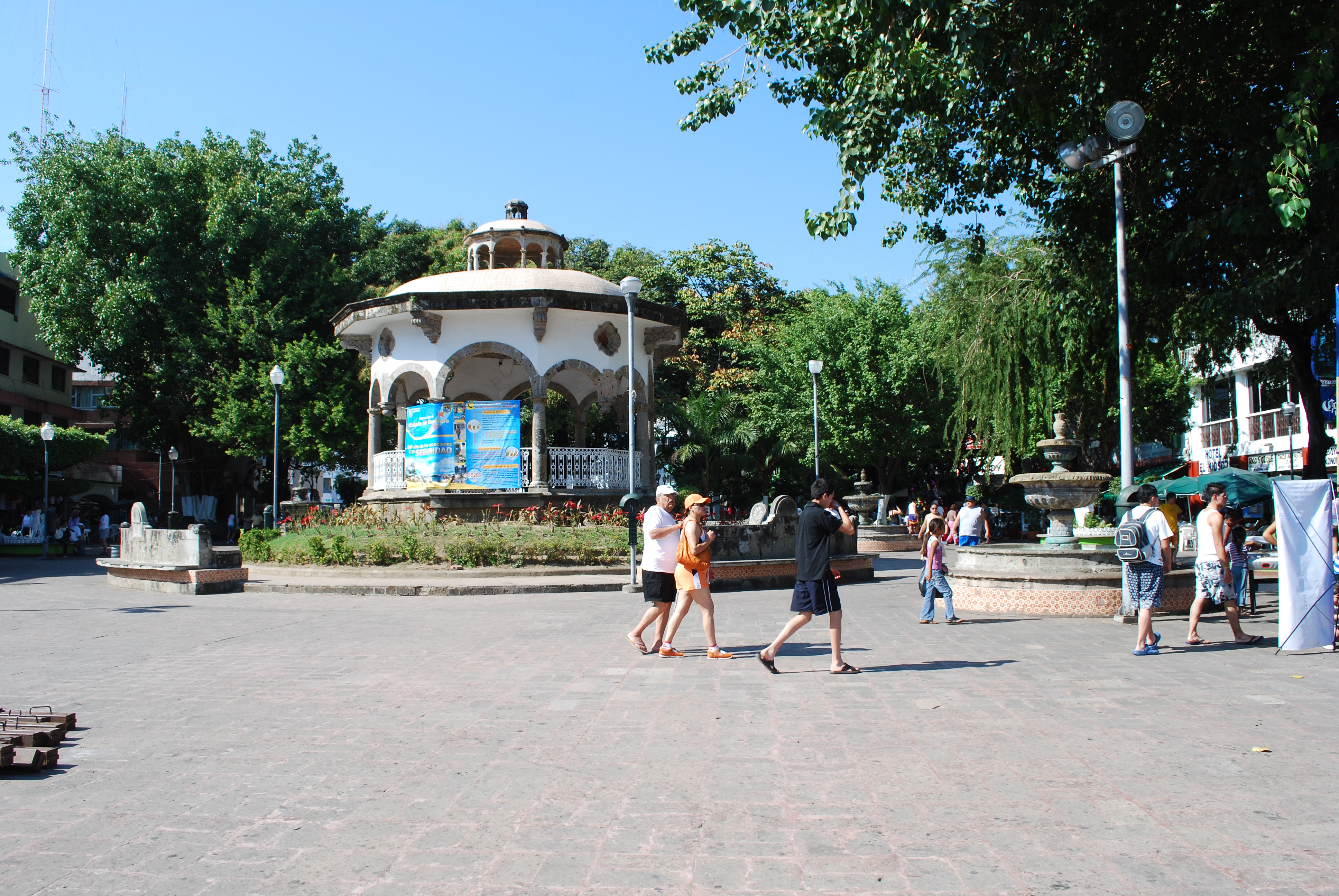

Antiguamente era conocida como la Plaza de Armas de la ciudad, costumbre de las principales plazas de Nueva España. Durante el virreinato, la plaza fue invadida en diversas ocasiones por la entrada del mar, una de ellas fue el 30 de agosto de 1754 cuando una erupción del Volcán de Colima, provocó fuertes sismos en la región. Fue bautizada como Plaza Álvarez en 1889, también era conocida como el Jardín Álvarez por la gran cantidad de árboles y áreas verdes que la conforman. 
El 14 de abril y madrugada del 15 de abril de 1907, un terremoto de 7,9 grados en la escala de Richter sacudió a la población. Las personas, temerosas de la ocurrencia de otro sismo y de la caída de sus viviendas, se instalaron en la plaza provisionalmente. Sin embargo, minutos después de ocurrido el sismo, un tsunami penetró en la plaza y movilizó a la gente destruyendo todo a su paso. Dos años después, ocurren otros intensos sismos que destruyen por completo un mercado establecido en la plaza.
Durante las décadas de 1900 y 1910 fue escenario de muchos carnavales y verbenas populares, de los cuales dos de ellos resultaron en tragedia. En 1915, cuando se celebraba un domingo de carnaval, grupos de choque de los militares Silvestre G. Mariscal y Tomás Gómez sostuvieron un tiroteo en la plaza hiriendo a una niña que murió horas más tarde. También el 21 de febrero de ese mismo año, durante el recibimiento del general Jesús Carranza, se suscitó otro tiroteo que dejó dos mujeres muertas y una gran multitud de heridos.

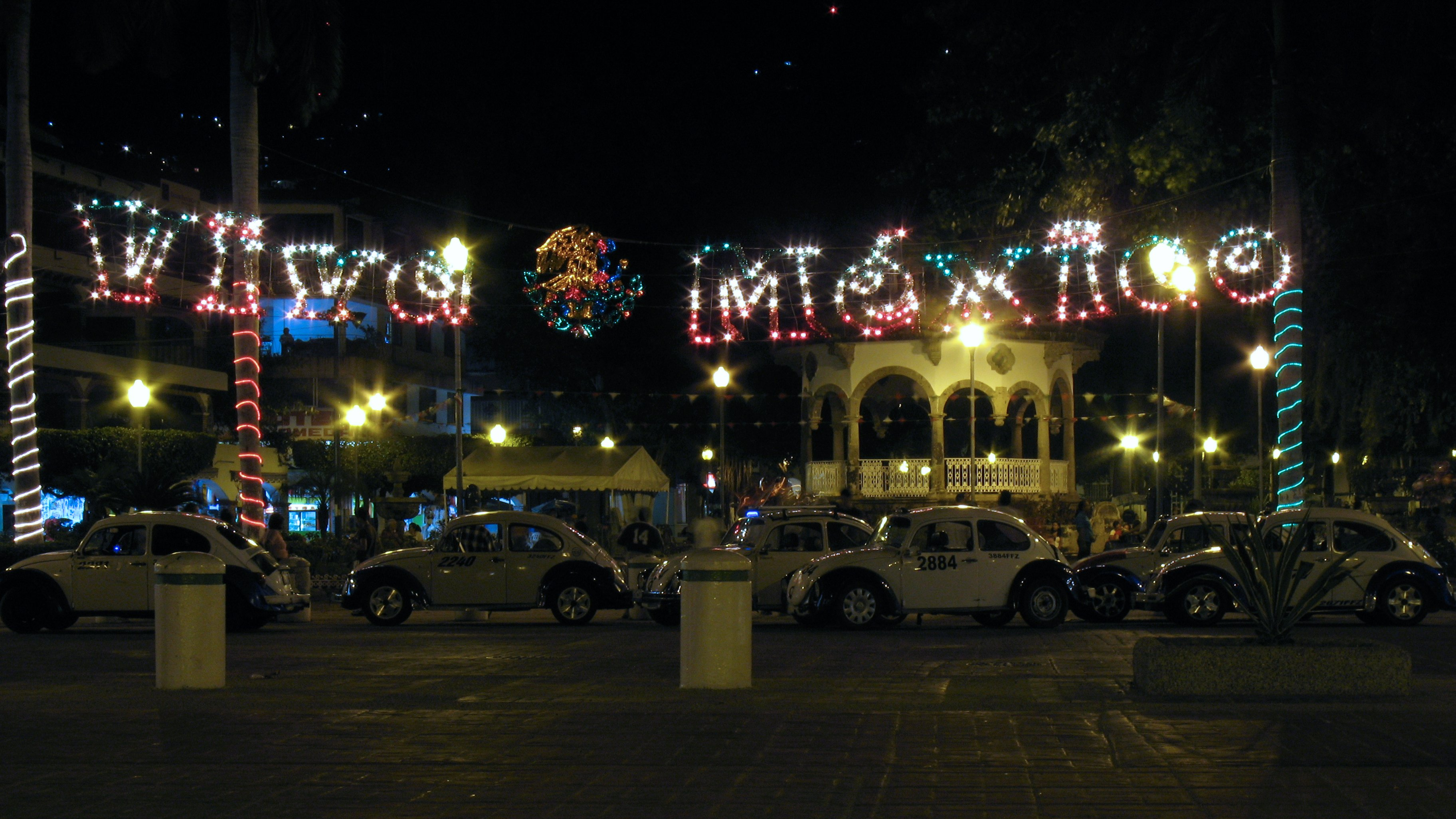
Plaza Álvarez por la noche, unos días antes del Bicentenario de México.

El 16 de diciembre de 1978, la plaza Álvarez fue sometida a una remodelación mayor que la amplió en su extremo adyacente a la costera Miguel Alemán y le fueron incorporadas cinco fuentes y un nuevo kiosco de estilo colonial. Originalmente, la circulación vehicular iniciaba desde la Avenida Costera y Jesús Carranza (oriente de la plaza) y se le daba la vuelta por el norte (frente a la catedral) para continuar por la Avenida Miguel Hidalgo (poniente) y a la avenida Costera (sur). Sin embargo, para 1979, le fueron clausuradas todas las vialidades que existían en su perímetro como parte del plan de remodelación y tomó el aspecto actual.